# Zabaione
Zabaione (francouzsky sabayon, italsky zabajone či zabaglione) je italský dezert, někdy také nápoj, který se vyrábí ze žloutků, cukru a sladkého vína (obvykle je to Marsala). Verze zabaione jako dezertu je lehký vyšlehaný krém. Ve Francii se tento dezert nazývá sabayon, zatímco v Itálii je to zabaione nebo zabaglione (či archaicky zabajone).
Tento dezert je oblíbený v Argentině a Uruguayi, kde je známý jako sambayón a v Argentině jde o oblíbenou příchuť zmrzliny. V Kolumbii se dezert nazývá sabajón. Ve Venezuele existuje podobný dezert zvaný ponche crema servírovaný o Vánocích.

## Příprava
Klasické zabaione obsahuje syrové žloutky, ale dnes se často krém připravuje ve vodní lázni. Zdobit se může ušlehaným bílkem nebo šlehačkou. Někdy se z receptu vypouští víno, když se má krém servírovat dětem nebo lidem, kteří nepijí alkohol. V zásadě se pak jedná o dost odlišný dezert, který se někdy ochucuje trochou espressa.